# Miss Slovenije 1996
Miss Slovenije 1996 je bilo lepotno tekmovanje, ki se je odvijalo 28. septembra 1996 pod velikim šotorom oddaje Poglej in zadeni pri Tamu v Mariboru.
Organizator je bil Videoton Geržina, producent pa skupina TMR. Finalistke so izbrali iz 160 tekmujočih na šestih regionalnih tekmovanjih in tekmovanju za miss Ljubljane ter polfinalih. V samem finalu so določili še superfinalistke
Tema tekmovanja je bil srednjeveški grad, prireditev sta povezovala odhajajoča miss Teja Boškin in Janez Dolinar.
Tekmovalke so se predstavile v športnih oblačilih, kopalkah in večerni obleki.
Po izboru je zmagovalka šla na sprejem k ptujskemu županu Miroslavu Luciju, pred tekmovanjem v Indiji je šla na intenzivni tečaje angleščine, govora, nastopa in plesa.

## Finale

### Uvrstitve in nagrade
- Zmagovalka Alenka Vindiš, 18 let, dijakinja srednje zdravstvene šole iz Kicarja pri Ptuju, prejela je avto Fiat Punto
- 1. spremljevalka Martina Koražija, 17 let, iz Maribora
- 2. spremljevalka Stančka Šukalo, 18 let, iz Kopra
- Miss fotogeničnosti Petra Kramer (Miss Dolenjske), 20 let, iz Novega Mesta

Viri

### Žiriji
Eden od članov žirije je bil slikar Jure Cekuta.
Poleg strokovne žirije je o zmagovalki odločala tudi žirija regionalnih radijskih postaj, ki je ocenjevala samo superfinalistke.

### Kritike prireditve
Srednjeveški kostumi nastopajočih so bili slabo narejeni, Boškinova pa ni dorasla vlogi voditeljice.

## Miss Sveta
Izbor za Miss Sveta je bil 23. novembra v Bangaloreju v Indiji, Vindiševa je tja odpotovala 3. novembra Pri izbiri oblek za zmagovalko je po novem sodelovala priloga Ona (avtorica projekta je bila Cvetka Dragan), ki je organizirala natečaj, kamor so se prijavili slovenski modni oblikovalci. Strokovna žirija je v Lutkovnem gledališču v Ljubljani izbrala tri obleke med devetimi predstavljenimi (zlati šivanki za najboljšo spektakularno in 2. večerno obleko je prejel pletilni studio Draž iz Velenja, zlati renome za 1. večerno obleko pa Urša Drofenik), ki so se potem potegovale za nagrado na svetovnem izboru.